# 구게누마촌
구게누마촌(일본어: 鵠沼村)은 일본 가나가와현의 중남부 고자군에 속했던 촌이다. 

## 지리
동쪽은 사카이강을 경계로 가마쿠라군 가와구치무라와 접하고 서쪽은 히키지강을 경계로 메이지촌과 접한다. 
북쪽은 도카이도와 거기서 갈라진 가마쿠라도로 후지사와오사카정과 접하고 남쪽은 사가미만의 해안선이다. 
해안 평야의 쇼난 사구 지대에 해당하며, 전반적으로 모래땅으로 북서부에서는 동서 방향, 중부에서는 북동-남서 방향, 동부에서는 동서 방향의 뚜렷한 사구열을 볼 수 있으며, 해안부에서는 해안선과 평행한 사구열을 볼 수 있다. 
마을과 경작지는 북서부에 한정되어 있고, 남동부에는 광활한 모래밭이 펼쳐져 있었다. 이곳은 소주 포술연습장이 있던 곳으로, 경작이 금지되어 있었기 때문이다. 
산업은 농업이 중심이였으며, 철도 개통을 계기로 상업적인 농업도 시작되었다. 대표적인 작물로 복숭아와 고구마를 들 수 있다.
철도 개통을 계기로 해안부 개발이 시작되었다. 쿠구누마 해안 해수욕장 개설과 3곳의 료칸 개설이 그것이다. 모래밭에 도로망이 깔리고, 구상나무가 심어지면서 일본 최초의 별장 분양지 '쿠게누마 해안 별장지'의 개발도 시작되었지만, 본격적인 개발은 에노시마 전기철도 개통 이후였다. 
메이지 시대 초기의 가구 수는 300가구, 인구는 2,000명 미만이었고, 1902년에도 370가구, 2,830명이라는 숫자가 기록되어 있을 정도였다.

## 역사
- 1889년 4월 1일 - 정촌제 시행에 의해 고자군 구게누마촌이 성립하였다.
- 1908년 4월 1일 - 후지사와오사카정, 구게누마촌 및 메이지촌이 합병해 후지사와정이 되었다.

## 교통

### 철도
- 에노시마 전기철도

## 교통

### 철도
- 일본국유철도 (→ JR동일본)
  - 도카이도선

### 도로
- 국도 제2호선

## 참고 문헌
- 角川日本地名大辞典編纂委員会,『角川日本地名大辞典 神奈川県』1984, 角川書店